# ABDA-KBV-Modell/ARMIN
Das ABDA-KBV-Modell ist ein gemeinsam erarbeitetes Konzept der Bundesvereinigung Deutscher Apothekerverbände (ABDA) und der Kassenärztlichen Bundesvereinigung (KBV) zur besseren Arzneimittelversorgung der Bevölkerung in Deutschland. Das Modell soll auf drei Säulen aufgebaut werden: Wirkstoffverordnung, Medikationskatalog und Medikationsmanagement. Das Modellvorhaben ist in § 64a des Fünften Buches Sozialgesetzbuch verankert.

## Drei Säulen des ABDA-KBV Modells

### Wirkstoffverordnung
Der Arzt verordnet nicht mehr das Fertigarzneimittel einer bestimmten Firma, sondern einen Wirkstoff mit der genauen Stärke und Menge. Der Apotheker wählt dann selbst ein rabattiertes Fertigarzneimittel aus. Die Regress-Regel für den Arzt fällt dadurch weg. Des Weiteren sollen die pharmazeutischen Unternehmer den Wirkstoffnamen auf der Packung des Arzneimittels dominierend hervorheben. Damit erhoffen sich die Experten, die Verwechslungsgefahr vor allem für multimorbide Patienten zu minimieren.

### Medikationskatalog
2014 ist eine Liste für alle Indikationen empfehlenswerter und für die gesetzliche Krankenversicherung (GKV) wirtschaftlicher Arzneimittel erstellt worden. Mit dieser Liste soll Geld gespart werden. In begründeten Einzelfällen kann der Arzt vom Medikationskatalog abweichen, also auch andere Wirkstoffe verordnen. Der Medikationskatalog ist keine Positivliste für Arzneimittel.

### Medikationsmanagement
Die letzte Säule ist der interessanteste Punkt – das gemeinsame Medikationsmanagement zwischen Ärzten und Apothekern. Vor allem für multimorbide Patienten mit Polymedikation – also Patienten, die mehr als fünf systemisch wirkende Arzneimittel dauerhaft einnehmen müssen – soll ein Medikationsplan erstellt werden. Durch die zusätzliche pharmazeutische Betreuung erwarten die Experten eine bessere Therapietreue und arzneimittelbezogene Probleme reduzieren. Langfristig erhoffen sie sich durch die höhere Therapiesicherheit weniger Krankenhausaufenthalte, mehr Lebensqualität für die Patienten und vor allem Kosteneinsparungen für die GKV.

### Gesamteinsparung und Honorierung
Die Einsparungen der Kosten liegen nach Prognosen der ABDA und KBV bei etwa 2,1 Milliarden Euro. Angesichts dieser Zahlen sollen Ärzte und Apotheker, zu gleichen Teilen mit jeweils 320 Euro pro Patient, und insgesamt 700 Millionen Euro pro Jahr honoriert werden.

## Aktuelles und Ausblick
Das Anfang 2012 in Kraft getretene Versorgungsstrukturgesetz erlaubt ausdrücklich die Erprobung des ABDA-KBV-Modells in einer Testregion. Damit sind die rechtlichen Voraussetzungen gegeben, das Modell erstmals in die Tat umzusetzen. Als Mindestdauer der Probephase sind drei Jahre angesetzt.
Der Sächsische und der Thüringer Landesapothekerverband, die Kassenärztlichen Vereinigungen der beiden Länder und die Krankenkasse AOK PLUS haben sich zu einer Umsetzung dieses Konzeptes entschlossen und einen „Vertrag zu einem Modellvorhaben nach § 63 SGB V zur Optimierung der Arzneimittelversorgung in Sachsen und Thüringen (ARMIN)“ geschlossen. Dieser ist am 1. April 2014 in Kraft getreten und wird stufenweise umgesetzt.